# 発散級数
数学において発散級数（はっさんきゅうすう、英: divergent series）とは、収束しない級数である、つまり、部分和の成す無限列が有限な極限を持たない級数である。
級数が収束するならば、級数の各項の成す数列は必ず 0 に収束する。したがって、0 に収束しないような数列を項に持つ級数はいずれも発散する。しかし逆に、級数の項が 0 に収束しても級数は収束するとは限らない。最も簡単な反例として、調和級数
{\displaystyle 1+{\frac {1}{2}}+{\frac {1}{3}}+{\frac {1}{4}}+{\frac {1}{5}}+\cdots =\sum _{n=1}^{\infty }{\frac {1}{n}}}
が挙げられる。調和級数が発散することは、中世の数学者ニコル・オレームによって示された。
数学の特別な文脈では、部分和の列が発散するようなある種の列について、その和として意味のある値を割り当てることができる。総和法 (summability method, summation method) とは、級数の部分和の列全体の成す集合から「和の値」の集合への部分写像である。例えば、チェザロ総和法ではグランディの発散級数
{\displaystyle 1-1+1-1+\cdots }
に 1/2 を値として割り当てる。チェザロ総和法は平均化法 (averaging method) の一種で、部分和の列の算術平均をとることに基づいている。他の方法としては、関連する級数の解析接続として和を定める方法などがある。物理学では、非常に多種多様な総和法が用いられる（詳細は正則化の項を参照）。

## 発散級数の総和法に関する定理
総和法 M が正則であるとは、収束級数については通常の和と一致することである。総和法 M が正則であることを示す定理は（アーベルの定理が原型的な例であることから）M に対するアーベル型定理という（また、正則であるという代わりに「M についてのアーベル型定理が成り立つ」というように述べることもできる）。これの「部分的に逆」の結果を与えるタウバー型定理は、より重要で一般にはより捉えにくい（呼称は、原型的な例をアルフレッド・タウバーが与えたことによる）。ここで「部分的に逆」というのは M が級数 Σ を総和し、かつ「ある特定の付加条件を満たす」ならば、Σ はそもそも収束級数であるということを言っている。「なんらの付加条件をなにも課さない形でタウバー型定理が成立する」ならば M は収束級数だけしか総和できないという意味になる（これでは発散級数の総和法としては役に立たない）。
収束級数にその和を対応させる作用素は線型であり、ハーン-バナッハの定理によれば、これを部分和が有界となる任意の級数を総和する総和法に拡張することができる。しかしこの事実は実用上はあまり有用ではない。そういった拡張の大部分は互いに無矛盾とはならず、またそのような拡張された作用素の存在をしめすのに選択公理あるいはそれと同値なツォルンの補題などの適用を必要とするため、構成的に拡張を得られないためである。
解析学の領域での発散級数に関する主題としては、もともとはアーベル総和法やチェザロ総和法、ボレル総和といった明示的で自然な手法およびそれらの関係性に関心がもたれていた。ウィーナーのタウバー型定理の出現が時代の契機となって、フーリエ解析におけるバナッハ環の手法との予期せぬ関連がこの主題に導入されることとなる。
発散級数の総和法は数値解法としての外挿法や級数変形法にも関係する。そのような手法として、パデ近似、レヴィン型級数変形および量子力学の高次摂動論に対する繰り込み手法に関係した次数依存写像 (order-dependent mapping) などが挙げられる。

## 総和法の性質
総和法はふつうは級数の部分和の列に注目する。この部分和の列が収束しないとしても、この数列のもともとの項からどんどん大きな平均をとることにより、平均が収束するものがしばしば求められて、極限をとる代わりにこの平均を級数の和として評価に利用することができる。ゆえに、
{\displaystyle a=a_{0}+a_{1}+a_{2}+\cdots }
の評価のために s0 = a0 および sn+1 = sn + an+1 で定まる数列 s を合わせて考える。収束級数の場合には、数列 s はその極限値として a に収束する。総和法を、級数の部分和の列からなる集合から値の集合への写像とみることができる。数列の集合に値を割り当てる任意の総和法 A が与えられれば、対応する級数に同じ値を割り当てる級数総和法 (series-summation method) AΣ に機械的に翻訳することができる。こういった総和法について、値を数列の極限や級数の和にそれぞれ割り当てるものという解釈を与えたいならば、持っていて欲しい「あるべき性質」というものがいくつかある。
1. 正則性 (Regularity): 総和法 A が正則 (regular) であるとは、部分和の列 s が x に収束するならば A(s) = x となること、あるいは同じことだが、s に対応する級数 a に対して A に対応する級数総和法 AΣ が AΣ(a) = x を満たすことをいう。
2. 線型性 (Linearity): 総和法 A が線型 (linear) であるとは、それが定義される限りにおいて数列全体の成す線型空間上の線型汎関数となること、つまり A(r + s) = A(r) + A(s) かつ A(ks) = k A(s) が成り立つときにいう。ただし k はスカラー。級数 a の項 an = sn+1 − sn は数列 s 上の線型汎関数で逆も成り立つから、A が線型であることは、対応する級数総和法 AΣ がその項全体の上の線型汎関数となることに同値である。
3. 安定性 (Stability): s が初項 s0 の数列で、s′ を s の初項を落として、残りの項は s0 を引くことによって得られる数列とする。つまり、s′n := sn+1 − s0 とするとき、総和法 A が安定 (stable) であるとは、A(s) が定義されることと A(s′) が定義されることが同値で、A(s) = s0 + A(s′) が成立するときにいう。同じことだが、各 n について a′n := an+1 とすれば AΣ(a) = a0 + AΣ(a′) が成り立つとき、級数総和法 AΣ は安定であるという。

ただし、有用な総和法が以上の性質を満しているとはかぎらない。特に、最後の三つ目の条件は他の二つよりはやや重要性が低く、ボレル総和法のような重要な総和法の中にもこの性質を持たないものが存在する。
安定性の条件をより緩い制限で代えることもできる。
1. 有限再可付番性: 二つの列 s と s′ が適当な全単射 f: N} → N で各 i について si = s′f(i) となるようにできるとき、自然数 N ∈ N で i > N なる任意の i において si = s′i が存在するならば A(s) = A(s′) が成り立つ。

言葉を変えれば、s′ は s の有限個の項を並べ替えただけでそれ以外全く同じ数列ということである。注意すべきはこれが安定性よりも弱い条件であることで、実際「安定性」を示す任意の総和法は「有限再可付番性」も持つが、逆は真でない。
また、二つの相異なる総和法 A, B が共有すべき良い性質として一貫性あるいは無矛盾性 (consistency) といわれるものがある。A, B が一貫しているあるいは互いに矛盾しないとは、A, B の双方で値の割り当てられている任意の級数 s に対して A(s) = B(s) が成り立つことを言う。二つの総和法が互いに無矛盾で、一方が他方よりも多くの級数に和を割り当てることができるならば、総和可能な級数の多いほうを、他方より強い (stronger) 総和法という。
強力な数値的総和法の中には正則でも線型でもないようなものがあることに注意すべきである。レヴィン型級数変形法やパデ近似のような級数変形法、あるいは繰り込みに基づく摂動級数の次数依存写像などは、そのようなものの例である。

## 公理的方法
正則性、線型性、安定性を公理として扱えば、多くの発散級数を初等代数的操作のみで総和することが可能である。たとえば、r ≠ 1 なる任意の公比 r に対する幾何級数 G(r, c) に対して、
{\displaystyle {\begin{aligned}G(r,c)&=\sum _{k=0}^{\infty }cr^{k}\\&=c+\sum _{k=0}^{\infty }cr^{k+1}\quad {\text{(stability)}}\\&=c+r\sum _{k=0}^{\infty }cr^{k}\quad {\text{(linearity)}}\\&=c+r\,G(r,c)\\G(r,c)&={\frac {c}{1-r}}\\\end{aligned}}}
というように、収束性を考えることなしに評価することができる。より厳密に言えば、これらの性質を持ち、有限な値を定める任意の総和法において、幾何級数には必ずこの値が与えられなければならない。しかし r が 1 より大きい実数のときは、その部分和は際限なく増加し、平均化法では極限としての ∞ が幾何級数の値として与えられることになる。

## ネールルンド平均
pn は初項 p0 の正項数列とし、さらに
{\displaystyle {\frac {p_{n}}{p_{0}+p_{1}+\cdots +p_{n}}}\to 0}
なるものと仮定する。いま、級数 s を p を使って変形して、
{\displaystyle t_{m}={\frac {p_{m}s_{0}+p_{m-1}s_{1}+\cdots +p_{0}s_{m}}{p_{0}+p_{1}+\cdots +p_{m}}}}
なる加重平均を考えるとき、tn の n を無限大に飛ばした極限はネールルンド平均 Np(s) と呼ばれる（ニールス・エリック・ネールルンドに由来）。
ネールルンド平均は正則、線型かつ安定であり、さらに任意の二種類のネールルンド平均は互いに矛盾しない。もっとも重要なネールルンド平均はチェザロ和である。いま、数列 pk を
{\displaystyle p_{n}^{k}={n+k-1 \choose k-1}}
で定めれば、k-次のチェザロ和 Ck は
{\displaystyle C_{k}(s)=\mathbf {N} (p^{k})(s)}
で定義されるものである。k ≥ 0 のとき、チェザロ和はネールルンド平均であり、したがって正則、線型かつ互いに無矛盾となる。0-次のチェザロ和 C0 は通常の和であり、1-次のチェザロ和 C1 は通常のチェザロ総和法である。チェザロ和について、h > k ならば、Ch は Ck よりも強いという性質がある。

## アーベル平均
λ = {λ0, λ1, λ2, ...} は λ ≥ 0 なる真の増加列で無限大に発散するものとする。an = sn+1 − sn とおけば、a に対応する級数はその部分和の列が s となることを思い出そう。任意の正の実数 x に対し、
{\displaystyle f(x)=\sum _{n=0}^{\infty }a_{n}\exp(-\lambda _{n}x)}
が収束すると仮定するとき、アーベル平均 (Abelian mean) Aλ が
{\displaystyle A_{\lambda }(s)=\lim _{x\to 0^{+}}f(x)}
として定義される。この種類の級数は一般化ディリクレ級数として知られる。また、物理学への応用においては熱核正則化としても知られる。
アーベル平均は正則、線型かつ安定だが、λ の選び方によっては必ずしも一貫性を持たない。しかしながら、ある特別の場合には非常に重要な総和法である。

### アーベル和
アーベル平均において λn = n ととれば、アーベル総和法 (method of Abel summation) が得られる。ここに
{\displaystyle f(x):=\sum _{n=0}^{\infty }a_{n}\exp(-nx)=\sum _{n=0}^{\infty }a_{n}z^{n}=:g(z)}
（ただし z = exp(−x)）とおけば、f(x) の x を正の方向から 0 に近づけた極限は、冪級数 g(z) の z を正の実数を通って下から 1 に近づける極限に一致し、アーベル和 A(s) が
{\displaystyle A(s)=\lim _{z\to 1^{-}}\sum _{n=0}^{\infty }a_{n}z^{n}}
として定義される。アーベル総和法の重要性のひとつには、チェザロ和と矛盾せず、かつチェザロ和よりも強いという点がある。つまり A(s) = Ck(s) が、右辺が定義される限りにおいて必ず成立する。したがって、アーベル和は正則、線型、安定かつチェザロ和と一貫性を持つ。

### リンデレーフ和
アーベル平均において、（添字は 1 から付すものとして）λn = n ln(n) ととれば、
{\displaystyle f(x)=a_{1}+a_{2}2^{-2x}+a_{3}3^{-3x}+\cdots }
となり、リンデレーフ和 (Lindelöf sum) L(s) が、x を 0 に近づけるときの f(x) の極限として定まる (Volkov 2001)。ミッターグ-レフラー・スター における冪級数の和や、その他の応用で冪級数に対して適用するとき、リンデレーフ和は強力な総和法である。
g(z) が 0 の周りのある円板において解析的で、したがって収束半径が正のマクローリン級数 G(z) をもつものとするならば、L(G(z)) = g(z) がミッターグ-レフラー・スターにおいて成立する。さらに g(z) への収束はスターのコンパクト部分集合上一様である。

## 関連文献
和書
- 林鶴一、藤巻卯三郎：「級数総和法」、大倉書店（数学叢書27）（1929年）。
- 内田虎雄:「発散級数論」、大雅堂（1959年）。
- 石黒一男：「発散級数論」（POD版）、森北出版、ISBN 978-4-627031494（2011年6月）。※初版は1977年。

洋書
- Arteca, G.A.; Fernández, F.M.; Castro, E.A. (1990), Large-Order Perturbation Theory and Summation Methods in Quantum Mechanics, Berlin: Springer-Verlag.
- Baker, Jr., G. A.; Graves-Morris, P. (1996), Padé Approximants, Cambridge University Press.
- Brezinski, C.; Zaglia, M. Redivo (1991), Extrapolation Methods. Theory and Practice, North-Holland.
- Hardy, G. H. (1949), Divergent Series, Oxford: Clarendon Press.
  - G. H. Hardy: Divergent Series, Oxford Univ. Press, (1956). ※ 修正版。
- LeGuillou, J.-C.; Zinn-Justin, J. (1990), Large-Order Behaviour of Perturbation Theory, Amsterdam: North-Holland.
- Werner Balser: From Divergent Power Series to Analytic Functions, Springer-Verlag, LNM 1582, ISBN 0-387-58268-1 (1994).
- William O. Bray and Časlav V. Stanojević(Eds.): Analysis of Divergence, Springer, ISBN 978-1-4612-7467-4 (1999).
- Werner Balser: Formal Power Series and Linear System of Meromorphic Ordinary Differential Equations, Springer,  ISBN 0-387-98690-1 (2000).
- Volkov, I.I. (2001), “Lindelöf summation method”, in Hazewinkel, Michiel, Encyclopedia of Mathematics, Springer, ISBN 978-1-55608-010-4.
- Zakharov, A.A. (2001), “Abel summation method”, in Hazewinkel, Michiel, Encyclopedia of Mathematics, Springer, ISBN 978-1-55608-010-4.
- Alexander I. Saichev and Wojbor Woyczynski: Distributions in the Physical and Engineering Sciences, Volume 1, Springer (2018). ※ Chap.8 "Summation of divergent series and integrals".
- Bernard Candelpergher: Ramanujan Summation of Divergent Series, Springer, LNM 2185, (2017).
- Claude Mitschi,and David Sauzin: Divergent Series, Summability and Resurgence I : Monodromy and Resurgence, Springer, LNM 2153, (2016).
- Michèle Loday-Richaud: Divergent Series, Summability and Resurgence II : Simple and Multiple Summability, Springer, LNM 2154, (2016).
- Eric Delabaere: Divergent Series, Summability and Resurgence III : Resurgent Methods and the First Painlevé Equation, Springer, LNM 2155, (2016).
- Ford, Walter B.: Studies on Divergent Series and Summability and the Asymptotic Developments of Functions Defined By Maclaurin Series, Chelsea Pub., (1960).
- Chales N. Moore: Summable Series and Convergence Factors, American Mathematical Society (Colloquim pub, v.22), (1938).